# Rababe Arafi
Rababe Arafi (tiếng Ả Rập: رباب عرافي, sinh ngày 12 tháng 1 năm 1991) là một vận động viên chạy bộ cự ly trung bình đến từ Maroc, chuyên về 1500 mét. Sinh ra ở Khouribga, cô là vận động viên ba lần tại Giải vô địch châu Phi về điền kinh, từng là nhà vô địch lục địa năm 2012 với thành tích vô địch là 4: 05,80 phút. Cô giữ kỷ lục quốc gia Maroc trong quãng đường chạy  và trong 1500m (3: 58,84 phút - 16 tháng 6 năm 2019 - Rabat - Diamond League) 
Arafi là một phần của đội Morocco cho Thế vận hội mùa hè 2016 và là một người vào chung kết 1500 m. Cô đại diện cho Morocco tại Giải vô địch thế giới về điền kinh năm 2013, 2015 và 207, bao gồm thứ tám trong 1500 m tại Giải vô địch thế giới về điền kinh 2017. Arafi ban đầu là người giành huy chương đồng tại Giải vô địch trong nhà thế giới IAAF 2014 vào 1500   m, nhưng sau đó cô đã bị loại vì cô đã liên lạc với Heather Kampf dẫn đến sự sụp đổ của Kampf. Cô cũng đã tham dự Giải vô địch quốc gia xuyên quốc gia IAAF năm 2007, nhưng không hoàn thành cuộc đua. Cô đã giành được huy chương vàng trong năm 1500   m tại Giải vô địch điền kinh Ả Rập (2013), Đại hội Thể thao đoàn kết Hồi giáo (2013 và 2017) và Jeux de la Francophonie (2013 và 2017).

## Giải đấu quốc tế
| Năm                | Giải đấu                          | Địa điểm                   | Thứ hạng           | Nội dung           | Chú thích          |
| Representing Maroc | Representing Maroc                | Representing Maroc         | Representing Maroc | Representing Maroc | Representing Maroc |
| ------------------ | --------------------------------- | -------------------------- | ------------------ | ------------------ | ------------------ |
| 2007               | World Cross Country Championships | Mombasa, Kenya             | —                  | Junior race        | DNF                |
| 2012               | African Championships             | Porto Novo, Benin          | 1st                | 1500 m             | 4:05.80            |
| 2013               | Arab Championships                | Doha, Qatar                | 1st                | 1500 m             | 4:53.92            |
| 2013               | Arab Championships                | Doha, Qatar                | 1st                | 4 × 400 m          | 3:42.10            |
| 2013               | Mediterranean Games               | Mersin, Turkey             | –                  | 1500 m             | DNF                |
| 2013               | Mediterranean Games               | Mersin, Turkey             | –                  | 4 × 400 m          | DQ                 |
| 2013               | World Championships               | Moscow, Russia             | 21st (sf)          | 1500 m             | 4:09.86            |
| 2013               | Jeux de la Francophonie           | Nice, France               | 1st                | 1500 m             | 4:18.70            |
| 2013               | Islamic Solidarity Games          | Palembang, Indonesia       | 1st                | 1500 m             | 4:19.27            |
| 2014               | World Indoor Championships        | Sopot, Poland              | 6th (h)            | 1500 m             | 4:10.951           |
| 2014               | African Championships             | Marrakech, Morocco         | 3rd                | 1500 m             | 4:12.08            |
| 2015               | Arab Championships                | Isa Town, Bahrain          | 2nd                | 1500 m             | 5:22.30            |
| 2015               | World Championships               | Beijing, China             | 4th                | 800 m              | 1:58.90            |
| 2015               | World Championships               | Beijing, China             | 9th                | 1500 m             | 4:13.66            |
| 2015               | Military World Games              | Mungyeong, South Korea     | 5th                | 1500 m             | 4:21.17            |
| 2016               | World Indoor Championships        | Portland, United States    | 10th (h)           | 1500 m             | 4:10.82            |
| 2016               | African Championships             | Durban, South Africa       | 5th                | 800 m              | 2:01.49            |
| 2016               | African Championships             | Durban, South Africa       | 2nd                | 1500 m             | 4:03.95            |
| 2016               | Olympic Games                     | Rio de Janeiro, Brazil     | –                  | 800 m              | DNF                |
| 2016               | Olympic Games                     | Rio de Janeiro, Brazil     | 12th               | 1500 m             | 4:15.16            |
| 2017               | Islamic Solidarity Games          | Baku, Azerbaijan           | 1st                | 1500 m             | 4:18.82            |
| 2017               | Jeux de la Francophonie           | Abidjan, Ivory Coast       | 1st                | 1500 m             | 4:17.23            |
| 2017               | World Championships               | London, United Kingdom     | 8th                | 1500 m             | 4:04.35            |
| 2018               | World Indoor Championship         | Birmingham, United Kingdom | 8th                | 1500 m             | 4:14.94            |
| 2018               | Mediterranean Games               | Tarragona, Spain           | 1st                | 800 m              | 2:01.01            |
| 2018               | Mediterranean Games               | Tarragona, Spain           | 1st                | 1500 m             | 4:12.83            |
| 2018               | Mediterranean Games               | Tarragona, Spain           | 4th                | 4 × 400 m relay    | 3:33.91            |
| 2018               | African Championships             | Asaba, Nigeria             | –                  | 800 m              | DNF                |
| 2018               | African Championships             | Asaba, Nigeria             | 2nd                | 1500 m             | 4:14.12            |

1 bị loại trong trận chung kết